# Aleksej Antropov
Aleksej Petrovič Antropov (in cirillico: Алексей Петрович Антропов; San Pietroburgo, 25 marzo 1716 – San Pietroburgo, 23 giugno 1765) è stato un pittore russo.
Antropov ha principalmente dipinto oli, miniature ed icone. Ha prevalentemente lavorato a San Pietroburgo, Mosca e Kiev.

## Biografia
Figlio di un soldato della guardia, Antropov nacque il 14 marzo 1716 secondo il calendario giuliano a San Pietroburgo. Lavorò, da quando aveva 16 anni, sotto la direzione di vari artisti russi e stranieri, quali: A. Matwejeff, MA Sakharov, J Vichniakov e Louis Caravaque. Divenne aiuto di Pietro Rotari, chiamato a San Pietroburgo nel 1747, durante l'esecuzione dei dipinti del Palazzo Aničkov e della nuova Opera. Morì il 12 giugno 1765 del calendario giuliano nella sua città natale.

## Opere

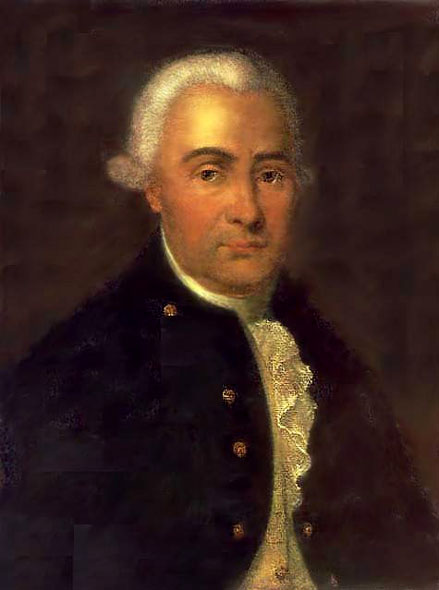
Autoritratto.
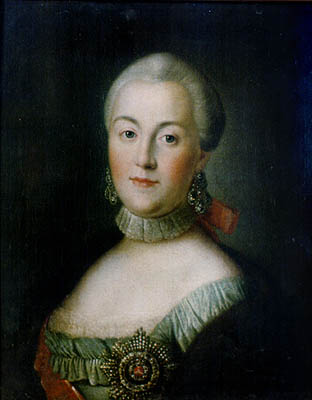
Ritratto della granduchessa Caterina Alexeïevna (futura Caterina II) - prima del 1762
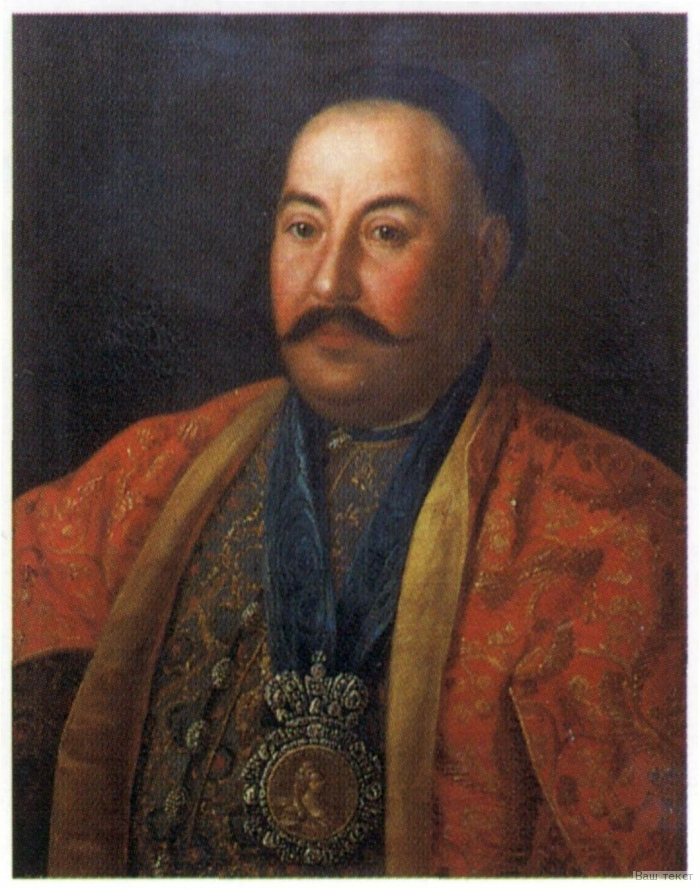
Ritratto dell'ataman F.I. Krasnochtchekov - 1761
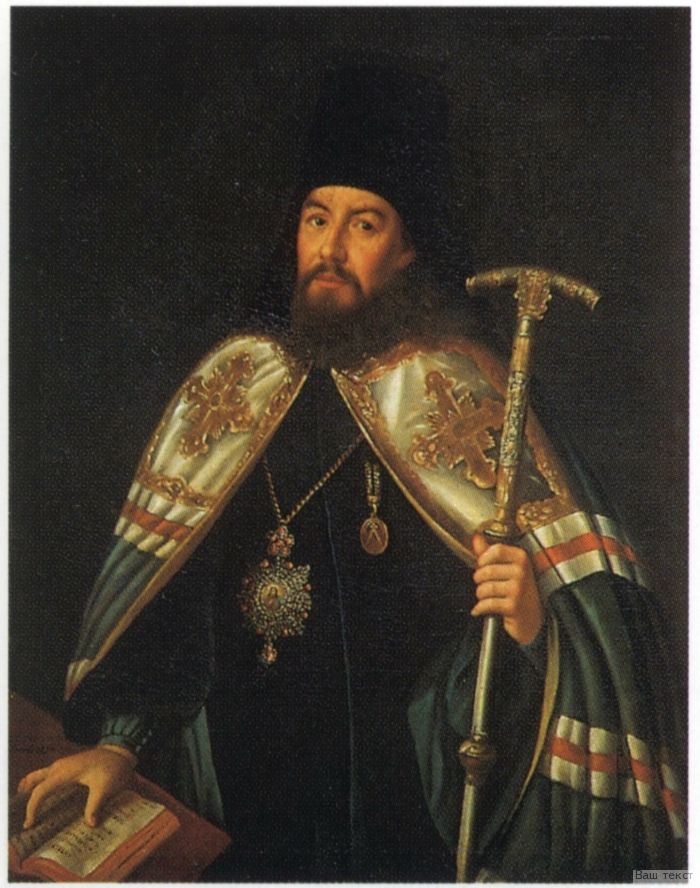
Ritratto dell'arcivescovo Gavriil Petrov - 1774
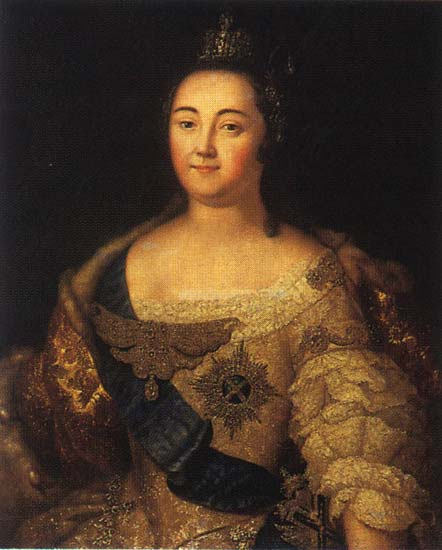
Elizabeth Petrovna
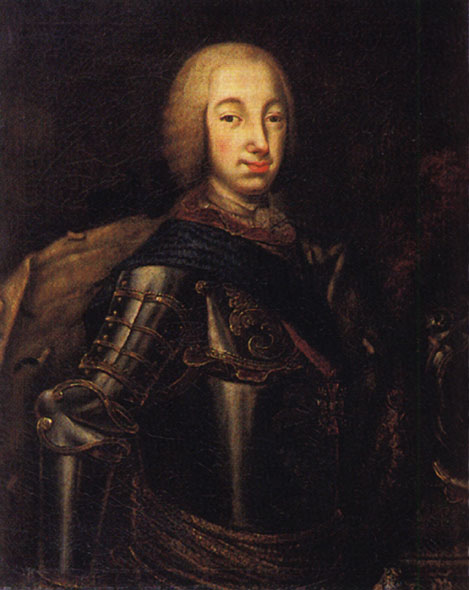
Granduca Pietro (futuro Pietro III)
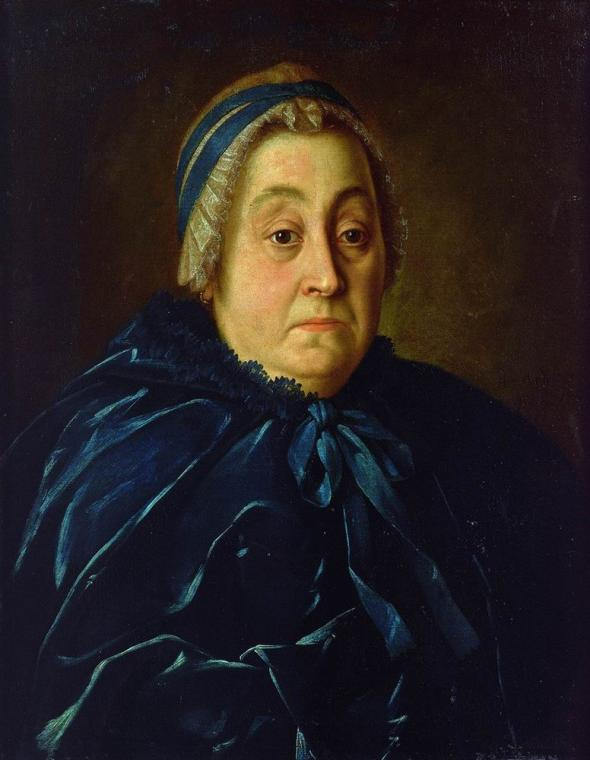
A.V. Buturlina, 1763
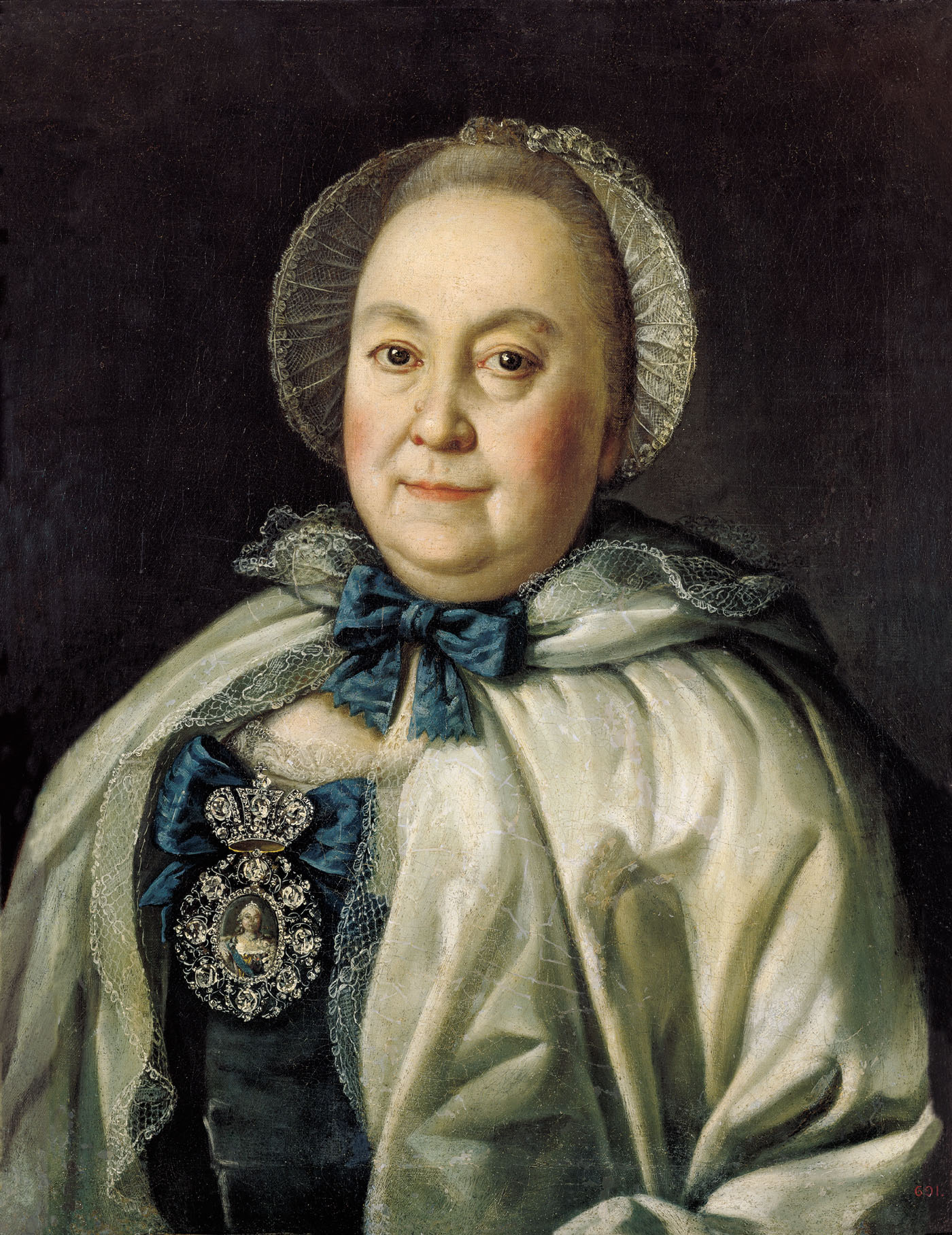
M.A. Rumyantseva, 1764
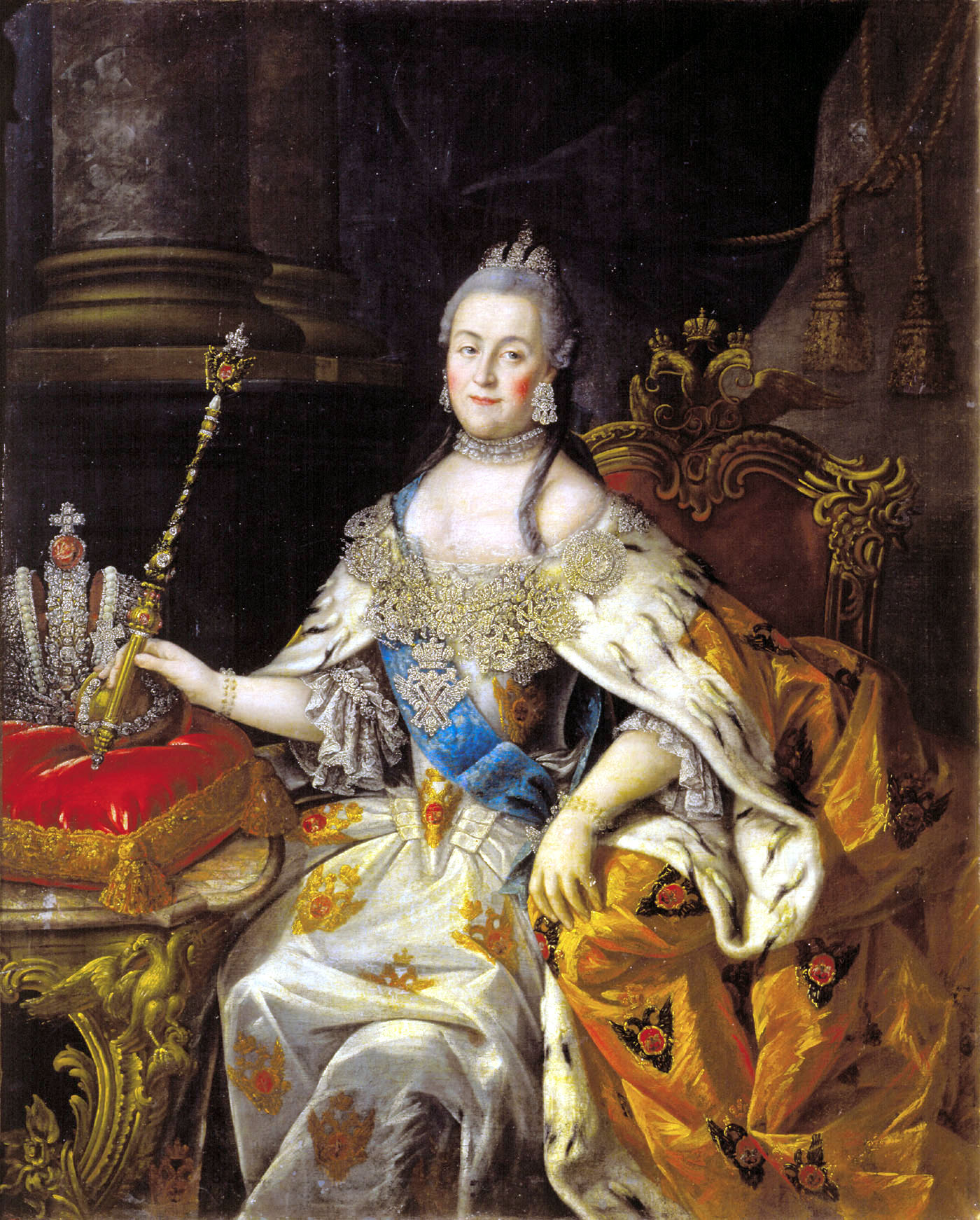
Catherina II, 1760
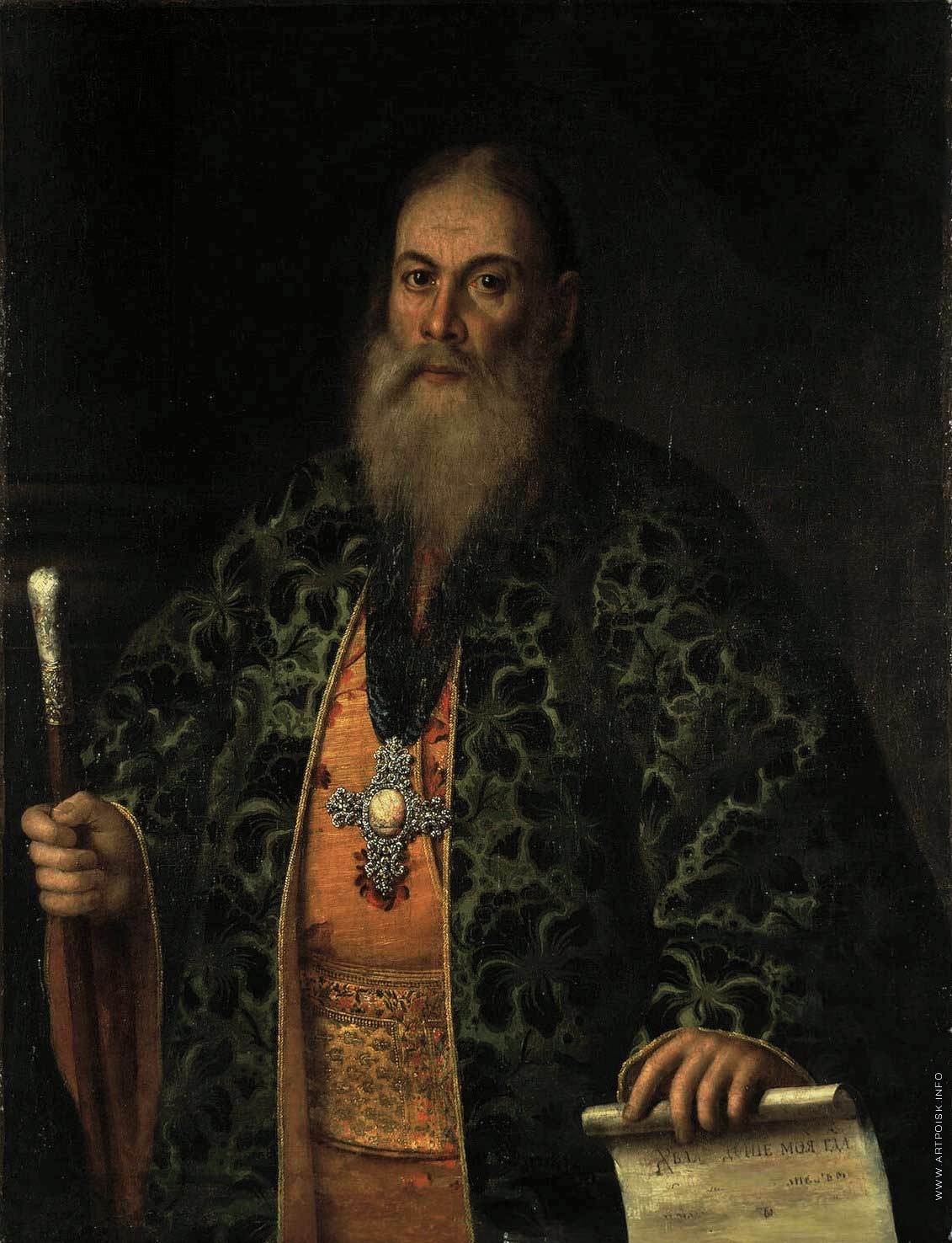
Ritratto del Padre Fyodor Dubyansky, 1761
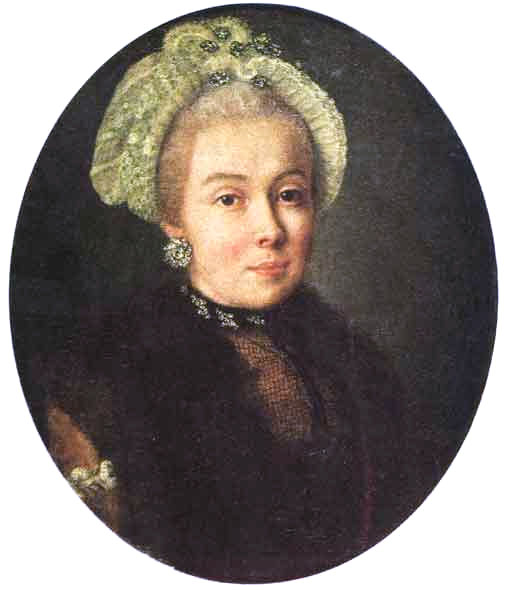
Ritratto di sconosciuta, 1760 circa